# Andreas Dornheim
Andreas Dornheim (* 20. November 1958 in Würzburg) ist ein deutscher Historiker.

## Leben und Wirken
Nach dem Studium der Geschichte und der Politikwissenschaften an der Eberhard-Karls-Universität Tübingen und der Promotion (Dr. rer. soc.) 1992 arbeitete Dornheim als wissenschaftlicher Assistent am Institut für Geschichte der Pädagogischen Hochschule Erfurt. Nach seiner Habilitation 2001 lehrte Dornheim als Privatdozent für Neuere Geschichte und Landesgeschichte an der Universität Erfurt. Zum Oktober 2007 wechselte er an das Institut für Geschichte der Otto-Friedrich-Universität Bamberg. Von 2008 bis 2012 vertrat er den Lehrstuhl für Neuere und Neueste Geschichte unter Einbeziehung der Landesgeschichte; seither ist er außerplanmäßiger Professor an der Universität Bamberg. Zudem war er zeitweise 2. Vorsitzender und Geschäftsführer der Gesellschaft für Agrargeschichte und ist seit 2015 Stadtheimatpfleger von Bamberg.
Dornheim hat für das Bundesministerium für Ernährung, Landwirtschaft und Verbraucherschutz ein Gutachten „zur Rolle des Reichsministeriums für Ernährung und Landwirtschaft in der NS-Zeit“ erstellt, das seit dem 29. April 2011 online publiziert ist. Das Nachrichtenmagazin Der Spiegel hebt hervor, dass der Bamberger Historiker gerade im Bereich der Agrarpolitik die „personellen Kontinuitäten vom Dritten Reich hin zur Bundesrepublik heute am schlechtesten überhaupt erforscht“ sieht und seinem Gutachten zufolge „viele NS-Agrarpolitiker hohe SS-Führer und überzeugte Vertreter der NS-Rassenideologie waren“.
Andreas Dornheim ist verheiratet und hat zwei Kinder.

## Schriften (Auswahl)
Als Autor
- Adel in der bürgerlich-industrialisierten Gesellschaft. Eine sozialwissenschaftlich-historische Fallstudie über die Familie Waldburg-Zeil (= Europäische Hochschulschriften. Reihe 31: Politikwissenschaften. Bd. 218). Lang, Berlin u. a. 1993, ISBN 3-631-44859-7 (zugleich: Dissertation, Universität, Tübingen 1991).
- Politischer Umbruch in Erfurt 1989/90. Böhlau, Weimar u. a. 1995, ISBN 3-412-11293-3.
- Röhms Mann fürs Ausland. Politik und Ermordung des SA-Agenten Georg Bell (= Geschichte. Bd. 18). Lit, Münster u. a. 1998, ISBN 3-8258-3596-0.
- mit Bernhard Post und Burkhard Stenzel: Thüringen 1933–1945. Aspekte nationalsozialistischer Herrschaft (= Thüringen gestern & heute. Bd. 5). Landeszentrale für politische Bildung Thüringen, Erfurt 1997, ISBN 3-931426-19-X.
- Entwicklung und Bedeutung des Begriffes „Freistaat“ (= Factum. Hintergründe und Erörterungen. Bd. 8, ZDB-ID 2438096-9). Landeszentrale für Politische Bildung Thüringen, Erfurt 2001.
- Forschergeist und Unternehmermut. Der Kölner Chemiker und Industrielle Hermann Julius Grüneberg (1827–1894). Herausgegeben von Walther Brügelmann. Böhlau, Köln u. a. 2006, ISBN 3-412-03006-6.
- Beamte, Adjutanten, Funktionäre. Personenlexikon zum Reichsministerium für Ernährung und Landwirtschaft und Reichsnährstand. Kohlhammer, Stuttgart 2021, ISBN 978-3-17-040086-3.

Als Herausgeber
- Thüringen 1989/1990. Akteure des Umbruchs berichten (= Thüringen gestern & heute. Bd. 1, ZDB-ID 2137457-0). Landeszentrale für Politische Bildung Thüringen, Erfurt 1995.
- mit Winfried Franzen, Alexander Thumfart und Arno Waschkuhn: Gerechtigkeit. Interdisziplinäre Grundlagen. Westdeutscher Verlag, Opladen u. a. 1999, ISBN 3-531-13302-0.
- mit Sylvia Greiffenhagen: Identität und politische Kultur. Hans-Georg Wehling zum Fünfundsechzigsten. Kohlhammer, Stuttgart 2003, ISBN 3-17-017602-1.